# Winorelbina
Winorelbina – organiczny związek chemiczny, półsyntetycza pochodna winblastyny o działaniu cytostatycznym. Tak jak inne alkaloidy Vinca należy do leków fazowo-specyficznych (faza M). Wiąże się z tubuliną i powoduje zahamowanie mitozy, co doprowadza do śmierci komórki. Winorelbina jest znacznie lepiej tolerowana niż winblastyna, a zwłaszcza winkrystyna, co umożliwia stosowanie tego leku doustnie.

## Zastosowanie
- niedrobnokomórkowy rak płuc
- zaawansowany rak sutka

## Działania niepożądane
- supresja szpiku
- nudności i wymioty (względnie rzadko i o lekkim przebiegu)
- skurcz oskrzeli
- zapalenie żył w miejscu podania
- neuropatie (znacznie rzadziej niż przy winkrystynie)
- niedrożność porażenna jelit
- łysienie